# Grand Prix Formule 1 van São Paulo 2024
De Grand Prix Formule 1 van São Paulo 2024 werd verreden op 3 november op het Autódromo José Carlos Pace in São Paulo. Het was de eenentwintigste race van het seizoen.
De Grand Prix van São Paulo was de vijfde van zes GP-weekeinden dit jaar waarin een "Sprint" gehouden werd. Een "sprint" is bijna hetzelfde als een normale race, met als groot verschil dat de wedstrijd minder lang duurt. De afstand van de sprintrace bedraagt circa 100 kilometer, de wedstrijd is daardoor van korte duur (ongeveer 30 minuten).
Het Grand Prix-weekend begint op vrijdag met de eerste vrije training van zestig minuten, daarna volgt de sprintkwalificatie die de startopstelling van de "sprint" bepaalt. 
Op zaterdagmorgen wordt de "sprint" gereden. Daarna volgt de kwalificatie die de startopstelling bepaalt van de hoofdrace op zondag (inclusief mogelijke gridstraffen) en tevens bepaalt welke coureur de term "poleposition" toegekend krijgt.
Op zondag wordt de hoofdrace gereden over een "normale" Grand Prix-afstand (circa 300 kilometer) en de teams hebben een vrije bandenkeuze.
Oliver Bearman (Haas-Ferrari) reed in plaats van de door ziekte verhinderde Kevin Magnussen.

## Vrije training
- Enkel de top vijf wordt weergegeven.

| Pos. | Nr. | Coureur         | Constructeur      | Tijd     |
| ---- | --- | --------------- | ----------------- | -------- |
| 1    | 4   | Lando Norris    | McLaren-Mercedes  | 1:10.610 |
| 2    | 63  | George Russell  | Mercedes          | 1:10.791 |
| 3    | 50  | Oliver Bearman  | Haas-Ferrari      | 1:10.805 |
| 4    | 81  | Oscar Piastri   | McLaren-Mercedes  | 1:10.950 |
| 5    | 23  | Alexander Albon | Williams-Mercedes | 1:10.955 |

## Sprintkwalificatie
| Pos.                    | Nr. | Coureur          | Constructeur               | Kwalificatietijden | Kwalificatietijden | Kwalificatietijden | Grid   |
| Pos.                    | Nr. | Coureur          | Constructeur               | SQ1                | SQ2                | SQ3                | Grid   |
| ----------------------- | --- | ---------------- | -------------------------- | ------------------ | ------------------ | ------------------ | ------ |
| 1                       | 81  | Oscar Piastri    | McLaren-Mercedes           | 1:10.265           | 1:09.239           | 1:08.899           | 1      |
| 2                       | 4   | Lando Norris     | McLaren-Mercedes           | 1:09.477           | 1:09.063           | 1:08.928           | 2      |
| 3                       | 16  | Charles Leclerc  | Ferrari                    | 1:10.388           | 1:09.248           | 1:09.153           | 3      |
| 4                       | 1   | Max Verstappen   | Red Bull Racing-Honda RBPT | 1:10.409           | 1:09.489           | 1:09.219           | 4      |
| 5                       | 55  | Carlos Sainz jr. | Ferrari                    | 1:10.503           | 1:09.500           | 1:09.257           | 5      |
| 6                       | 63  | George Russell   | Mercedes                   | 1:10.479           | 1:09.683           | 1:09.443           | 6      |
| 7                       | 10  | Pierre Gasly     | Alpine-Renault             | 1:10.630           | 1:09.610           | 1:09.622           | 7      |
| 8                       | 30  | Liam Lawson      | RB-Honda RBPT              | 1:10.576           | 1:09.827           | 1:09.941           | 8      |
| 9                       | 23  | Alexander Albon  | Williams-Mercedes          | 1:10.366           | 1:09.844           | 1:10.078           | 9      |
| 10                      | 50  | Oliver Bearman   | Haas-Ferrari               | 1:10.442           | 1:09.629           | Geen tijd          | 10     |
| 11                      | 44  | Lewis Hamilton   | Mercedes                   | 1:10.625           | 1:09.941           |                    | 11     |
| 12                      | 27  | Nico Hülkenberg  | Haas-Ferrari               | 1:10.466           | 1:09.964           |                    | 12     |
| 13                      | 11  | Sergio Pérez     | Red Bull Racing-Honda RBPT | 1:10.392           | 1:10.024           |                    | 13     |
| 14                      | 43  | Franco Colapinto | Williams-Mercedes          | 1:10.470           | 1:10.275           |                    | 14     |
| 15                      | 77  | Valtteri Bottas  | Kick Sauber-Ferrari        | 1:10.861           | 1:10.595           |                    | 15     |
| 16                      | 14  | Fernando Alonso  | Aston Martin-Mercedes      | 1:10.978           |                    |                    | Pit *1 |
| 17                      | 31  | Esteban Ocon     | Alpine-Renault             | 1:11.052           |                    |                    | 16     |
| 18                      | 22  | Yuki Tsunoda     | RB-Honda RBPT              | 1:11.121           |                    |                    | 17     |
| 19                      | 18  | Lance Stroll     | Aston Martin-Mercedes      | 1:11.280           |                    |                    | Pit *1 |
| 20                      | 24  | Zhou Guanyu      | Kick Sauber-Ferrari        | 1:12.978           |                    |                    | Pit *1 |
| SQ1 107% tijd: 1:14.340 |     |                  |                            |                    |                    |                    |        |
| Bron: formula1.com      |     |                  |                            |                    |                    |                    |        |

*1 Fernando Alonso, Lance Stroll en Zhou Guanyu kwalificeerden zich respectievelijk als zestiende, negentiende en twintigste maar moesten vanuit de pit starten omdat er aan hun wagens is gewerkt onder Parc fermé condities.

## Sprint
Lando Norris won voor de eerste keer in zijn carrière een sprint.
Oscar Piastri leidde de sprint vanaf de start maar door teamorders van McLaren moest hij in ronde 22 de leiding afstaan aan Norris.
| Pos.               | Nr. | Coureur          | Constructeur               | Rondes | Tijd / Oorzaak Uitval | Grid | Punten |
| ------------------ | --- | ---------------- | -------------------------- | ------ | --------------------- | ---- | ------ |
| 1                  | 4   | Lando Norris     | McLaren-Mercedes           | 24     | 26:46.045             | 2    | 8      |
| 2                  | 81  | Oscar Piastri    | McLaren-Mercedes           | 24     | +0.593                | 1    | 7      |
| 3                  | 16  | Charles Leclerc  | Ferrari                    | 24     | +5.656                | 3    | 6      |
| 4                  | 1   | Max Verstappen   | Red Bull Racing-Honda RBPT | 24     | +6.497s *1            | 4    | 5      |
| 5                  | 55  | Carlos Sainz jr. | Ferrari                    | 24     | +7.224                | 5    | 4      |
| 6                  | 63  | George Russell   | Mercedes                   | 24     | +12.475               | 6    | 3      |
| 7                  | 10  | Pierre Gasly     | Alpine-Renault             | 24     | +18.161               | 7    | 2      |
| 8                  | 11  | Sergio Pérez     | Red Bull Racing-Honda RBPT | 24     | +18.717               | 13   | 1S     |
| 9                  | 30  | Liam Lawson      | RB-Honda RBPT              | 24     | +20.773               | 8    |        |
| 10                 | 23  | Alexander Albon  | Williams-Mercedes          | 24     | +24.606               | 9    |        |
| 11                 | 44  | Lewis Hamilton   | Mercedes                   | 24     | +29.764               | 11   |        |
| 12                 | 43  | Franco Colapinto | Williams-Mercedes          | 24     | +33.233               | 14   |        |
| 13                 | 31  | Esteban Ocon     | Alpine-Renault             | 24     | +34.128               | 16   |        |
| 14                 | 50  | Oliver Bearman   | Haas-Ferrari               | 24     | +35.507               | 10   |        |
| 15                 | 22  | Yuki Tsunoda     | RB-Honda RBPT              | 24     | +41.374               | 17   |        |
| 16                 | 77  | Valtteri Bottas  | Kick Sauber-Ferrari        | 24     | +43.231               | 15   |        |
| 17                 | 24  | Zhou Guanyu      | Kick Sauber-Ferrari        | 24     | +54.139               | Pit  |        |
| 18                 | 14  | Fernando Alonso  | Aston Martin-Mercedes      | 24     | +56.537               | Pit  |        |
| 19                 | 18  | Lance Stroll     | Aston Martin-Mercedes      | 24     | +57.983               | Pit  |        |
| DNF                | 27  | Nico Hülkenberg  | Haas-Ferrari               | 19     | Uitlaat               | 12   |        |
| Bron: formula1.com |     |                  |                            |        |                       |      |        |

S Sergio Pérez reed in ronde 24 de snelste ronde in 1:11.678 maar in de sprint levert dit geen extra punt op.

*1 Max Verstappen eindigde de sprint op de derde plaats maar kreeg een tijdstraf van 5 seconden voor het te hard rijden onder de virtual safety car situatie toen de wagen van Nico Hülkenberg naast de baan stond.

## Kwalificatie
De kwalificatie zou op zaterdagmiddag 15:00 uur lokale tijd verreden worden maar werd uiteindelijk om 17:00 uur door hevige en langdurige regenval uitgesteld naar zondagmorgen 07:30 uur.

De kwalificatie op zondagmorgen werd in de regen verreden. Tijdens de Q1 was er een rode vlag situatie en eindigde Max Verstappen als eerste terwijl Lando Norris vijftiende werd en daardoor net door kon naar Q2. Tijdens de tweede kwalificatiesessie was er eerst een rode vlag situatie door het ongeluk van Carlos Sainz jr., later kwamen er tijdens een gele vlag situatie veroorzaakt door het ongeluk van Lance Stroll meerdere coureurs nog over de finish inclusief Lando Norris, maar toen Verstappen richting de finish reed was er een rode vlag situatie waardoor hij zijn kwalificatieronde moest afbreken en geen snelle tijd kon neerzetten. Tijdens de derde kwalificatiesessie veroorzaakte eerst Fernando Alonso en later Alexander Albon een rode vlag situatie doordat zij van de baan raakten. Na de laatste hervatting van de derde kwalificatie kwamen er met Yuki Tsunoda als derde en Esteban Ocon  als vierde en Liam Lawson als vijfde verrassende namen op de tweede en derde startrij terecht. Lando Norris behaalde de zevende pole position in zijn carrière.
| Pos.                      | Nr. | Coureur          | Constructeur               | Kwalificatietijden | Kwalificatietijden | Kwalificatietijden | Grid   |
| Pos.                      | Nr. | Coureur          | Constructeur               | Q1                 | Q2                 | Q3                 | Grid   |
| ------------------------- | --- | ---------------- | -------------------------- | ------------------ | ------------------ | ------------------ | ------ |
| 1                         | 4   | Lando Norris     | McLaren-Mercedes           | 1:30.944           | 1:24.844           | 1:23.405           | 1      |
| 2                         | 63  | George Russell   | Mercedes                   | 1:29.121           | 1:26.307           | 1:23.578           | 2      |
| 3                         | 22  | Yuki Tsunoda     | RB-Honda RBPT              | 1:29.172           | 1:26.464           | 1:24.111           | 3      |
| 4                         | 31  | Esteban Ocon     | Alpine-Renault             | 1:29.171           | 1:26.206           | 1:24.475           | 4      |
| 5                         | 30  | Liam Lawson      | RB-Honda RBPT              | 1:30.758           | 1:25.654           | 1:24.484           | 5      |
| 6                         | 16  | Charles Leclerc  | Ferrari                    | 1:29.839           | 1:26.097           | 1:24.525           | 6      |
| 7                         | 23  | Alexander Albon  | Williams-Mercedes          | 1:29.072           | 1:25.889           | 1:24.657           | 7      |
| 8                         | 81  | Oscar Piastri    | McLaren-Mercedes           | 1:30.114           | 1:25.179           | 1:24.686           | 8      |
| 9                         | 14  | Fernando Alonso  | Aston Martin-Mercedes      | 1:30.207           | 1:25.035           | 1:28.998           | 9      |
| 10                        | 18  | Lance Stroll     | Aston Martin-Mercedes      | 1:30.580           | 1:26.334           | Geen tijd          | 10     |
| 11                        | 77  | Valtteri Bottas  | Kick Sauber-Ferrari        | 1:30.633           | 1:26.472           |                    | 11     |
| 12                        | 1   | Max Verstappen   | Red Bull Racing-Honda RBPT | 1:28.522           | 1:27.771           |                    | 17 *1  |
| 13                        | 11  | Sergio Pérez     | Red Bull Racing-Honda RBPT | 1:30.035           | 1:28.158           |                    | 12     |
| 14                        | 55  | Carlos Sainz jr. | Ferrari                    | 1:30.303           | 1:29.406           |                    | Pit *2 |
| 15                        | 10  | Pierre Gasly     | Alpine-Renault             | 1:29.420           | 1:29.614           |                    | 13     |
| 16                        | 44  | Lewis Hamilton   | Mercedes                   | 1:31.150           |                    |                    | 14     |
| 17                        | 50  | Oliver Bearman   | Haas-Ferrari               | 1:31.229           |                    |                    | 15     |
| 18                        | 43  | Franco Colapinto | Williams-Mercedes          | 1:31.270           |                    |                    | 16     |
| 19                        | 27  | Nico Hülkenberg  | Haas-Ferrari               | 1:31.623           |                    |                    | 18     |
| 20                        | 24  | Zhou Guanyu      | Kick Sauber-Ferrari        | 1:32.263           |                    |                    | 19     |
| Q1 107% tijd: 1:34.718 *3 |     |                  |                            |                    |                    |                    |        |
| Bron: formula1.com        |     |                  |                            |                    |                    |                    |        |

*1 Max Verstappen kreeg een gridstraf van vijf plaatsen voor het verwisselen van de verbrandingsmotor.

*2 Carlos Sainz jr. kwalificeerde zich als veertiende maar moest vanuit de pit starten omdat er aan zijn wagen is gewerkt onder Parc fermé condities.

*3 Omdat de kwalificatie onder natte omstandigheden plaatsvond was de 107%-regel niet van toepassing.

## Wedstrijd
De race zou normaal gesproken om 14:00 uur lokale tijd gereden worden maar werd vervroegd naar 12:30 uur vanwege de verwachte hevige regen later op de middag.

Max Verstappen behaalde de tweeënzestigste Grand Prix-overwinning in zijn carrière. Hij startte de race vanaf de zeventiende positie en brak daarmee het record van Fernando Alonso van overwinningen vanaf meeste verschillende startplekken en bracht dit op 10. 
Verstappen verbrak in São Paulo het record van Michael Schumacher voor de meeste opeenvolgende dagen aan de leiding van het coureurskampioenschap, 897 dagen voor Verstappen tegenover 896 dagen voor Schumacher.

In ronde 27 hielpen marshals Nico Hülkenberg terug op het circuit maar hij kreeg daarvoor een paar rondes later de zwarte vlag. Dit was de eerste keer sinds de Grand Prix van Canada in 2007 dat de zwarte vlag werd getoond.
| Pos.               | Nr. | Coureur          | Constructeur               | Rondes | Tijd / Oorzaak Uitval | Grid | Punten |
| ------------------ | --- | ---------------- | -------------------------- | ------ | --------------------- | ---- | ------ |
| 1                  | 1   | Max Verstappen   | Red Bull Racing-Honda RBPT | 69     | 2:06:54.430           | 17   | 26S    |
| 2                  | 31  | Esteban Ocon     | Alpine-Renault             | 69     | +19.477               | 4    | 18     |
| 3                  | 10  | Pierre Gasly     | Alpine-Renault             | 69     | +22.532               | 13   | 15     |
| 4                  | 63  | George Russell   | Mercedes                   | 69     | +23.265               | 2    | 12     |
| 5                  | 16  | Charles Leclerc  | Ferrari                    | 69     | +30.177               | 6    | 10     |
| 6                  | 4   | Lando Norris     | McLaren-Mercedes           | 69     | +31.273               | 1    | 8      |
| 7                  | 22  | Yuki Tsunoda     | RB-Honda RBPT              | 69     | +42.056               | 3    | 6      |
| 8                  | 81  | Oscar Piastri    | McLaren-Mercedes           | 69     | +44.943 *1            | 8    | 4      |
| 9                  | 30  | Liam Lawson      | RB-Honda RBPT              | 69     | +50.452               | 5    | 2      |
| 10                 | 44  | Lewis Hamilton   | Mercedes                   | 69     | +50.753               | 14   | 1      |
| 11                 | 11  | Sergio Pérez     | Red Bull Racing-Honda RBPT | 69     | +51.531               | 12   |        |
| 12                 | 50  | Oliver Bearman   | Haas-Ferrari               | 69     | +57.085               | 15   |        |
| 13                 | 77  | Valtteri Bottas  | Kick Sauber-Ferrari        | 69     | +1:03.588             | 11   |        |
| 14                 | 14  | Fernando Alonso  | Aston Martin-Mercedes      | 69     | +1:18.049             | 9    |        |
| 15                 | 24  | Zhou Guanyu      | Kick Sauber-Ferrari        | 69     | +1:19.649             | 19   |        |
| 16                 | 55  | Carlos Sainz jr. | Ferrari                    | 38     | Ongeluk               | Pit  |        |
| 17                 | 43  | Franco Colapinto | Williams-Mercedes          | 30     | Ongeluk               | 16   |        |
| DNS                | 23  | Alexander Albon  | Williams-Mercedes          | 0      | Schade kwalificatie   | − *2 |        |
| DNS                | 18  | Lance Stroll     | Aston Martin-Mercedes      | 0      | Ongeluk               | − *3 |        |
| DSQ                | 27  | Nico Hülkenberg  | Haas-Ferrari               | 30     | Duwstart *4           | 18   |        |
| Bron: formula1.com |     |                  |                            |        |                       |      |        |

S Max Verstappen reed voor de drieëndertigste keer in zijn carrière een snelste ronde en behaalde hiermee een extra punt. Tijdens de race reed Verstappen een totaal van 17 snelste rondes.

*1 Oscar Piastri eindigde de race als zevende maar kreeg een tijdstraf van tien seconden voor het veroorzaken van een botsing met Liam Lawson.

*2 Alexander Albon startte de race niet. De monteurs hadden niet genoeg tijd om zijn wagen te repareren nadat Albon tijdens de kwalificatie met zijn auto in de bandenstapels belandde. Zijn plaats op de grid bleef leeg.

*3 Lance Stroll kwalificeerde zich als tiende maar startte de race niet nadat hij in de opwarmronde van de baan vloog.  Zijn plaats op de grid bleef leeg.

*4 Nico Hülkenberg werd gediskwalificeerd nadat hij hulp van de marshals had gekregen om weer op de baan te komen na een spin in bocht 1.

## Tussenstanden wereldkampioenschap
Betreft tussenstanden voor het wereldkampioenschap na dit GP-weekeinde.

### Coureurs
| Pos. | Nr.   | Coureur          | Constructeur               | Punten |
| ---- | ----- | ---------------- | -------------------------- | ------ |
| 1    | 1     | Max Verstappen   | Red Bull Racing-Honda RBPT | 393    |
| 2    | 4     | Lando Norris     | McLaren-Mercedes           | 331    |
| 3    | 16    | Charles Leclerc  | Ferrari                    | 307    |
| 4    | 81    | Oscar Piastri    | McLaren-Mercedes           | 262    |
| 5    | 55    | Carlos Sainz jr. | Ferrari                    | 244    |
| 6    | 63    | George Russell   | Mercedes                   | 192    |
| 7    | 44    | Lewis Hamilton   | Mercedes                   | 190    |
| 8    | 11    | Sergio Pérez     | Red Bull Racing-Honda RBPT | 151    |
| 9    | 14    | Fernando Alonso  | Aston Martin-Mercedes      | 62     |
| 10   | 27    | Nico Hülkenberg  | Haas-Ferrari               | 31     |
| 11   | 22    | Yuki Tsunoda     | RB-Honda RBPT              | 28     |
| 12   | 10    | Pierre Gasly     | Alpine-Renault             | 26     |
| 13   | 18    | Lance Stroll     | Aston Martin-Mercedes      | 24     |
| 14   | 31    | Esteban Ocon     | Alpine-Renault             | 23     |
| 15   | 20    | Kevin Magnussen  | Haas-Ferrari               | 14     |
| 16   | 23    | Alexander Albon  | Williams-Mercedes          | 12     |
| 17   | 3     | Daniel Ricciardo | RB-Honda RBPT              | 12     |
| 18   | 38/50 | Oliver Bearman   | Ferrari                    | 7      |
| 19   | 43    | Franco Colapinto | Williams-Mercedes          | 5      |
| 20   | 30    | Liam Lawson      | RB-Honda RBPT              | 4      |
| 21   | 24    | Zhou Guanyu      | Kick Sauber-Ferrari        | 0      |
| 22   | 2     | Logan Sargeant   | Williams-Mercedes          | 0      |
| 23   | 77    | Valtteri Bottas  | Kick Sauber-Ferrari        | 0      |

### Constructeurs
| Pos. | Constructeur               | Punten |
| ---- | -------------------------- | ------ |
| 1    | McLaren-Mercedes           | 593    |
| 2    | Ferrari                    | 557    |
| 3    | Red Bull Racing-Honda RBPT | 544    |
| 4    | Mercedes                   | 382    |
| 5    | Aston Martin-Mercedes      | 86     |
| 6    | Alpine-Renault             | 49     |
| 7    | Haas-Ferrari               | 46     |
| 8    | RB-Honda RBPT              | 44     |
| 9    | Williams-Mercedes          | 17     |
| 10   | Kick Sauber-Ferrari        | 0      |